# Windenergie in der Steiermark
Dieser Artikel bietet einen Überblick über den Ausbau der Windenergie und die installierten Windkraftwerke im Bundesland Steiermark.
Ende 2024 waren in der Steiermark 122 Windkraftwerke mit einer Gesamt-Nennleistung von 324,15 MW in Betrieb. Damit befand sich die Steiermark weiterhin hinter Niederösterreich (2024: 823 Anlagen mit insgesamt 2199,6 MW) und dem Burgenland (2024: 456 Anlagen mit 1419,3 MW) auf Platz drei der gesamten Windenergienutzung in Österreich.

## Vergangene Leistungswerte
In der Steiermark gab es (Stand 2015) zehn Windparks und einzelstehende größere Windräder, mit zusammen gut 60 Anlagen. Sie hatten eine Gesamt-Nennleistung von gut 120 MW, etwa die Leistung des stillgelegten Kohlekraftwerks Zeltweg. Das aktuelle Regelarbeitsvermögen war unbekannt; beim Ausbaustand von 50 MW (2007) wurden jährlich um die 100 GWh elektrische Energie produziert.
Die Steiermark lag – sowohl in Anzahl der installierten Anlagen wie auch der Windkraftleistung (2013: 40 Anlagen/70 MW) – deutlich hinter Niederösterreich (2013: 400 Anlagen/700 MW) und dem Burgenland (2013: 270 Anlagen/550 MW) auf Platz drei in Österreich. Insgesamt wurde aber nur um die 1 % des Bedarfs der Steiermark in Form von Windenergie produziert, während beispielsweise alleine Kleinwasserkraftwerke, die hier traditionell gut vertreten sind, das 20fache produzieren.
Ende 2021 waren in der Steiermark 104 Windkraftwerke mit einer Gesamt-Nennleistung von 260 MW in Betrieb. Ende 2022 waren es 293,8 MW.
Ende 2023 waren in der Steiermark 118 Windkraftwerke mit einer Gesamt-Nennleistung von 306,55 MW in Betrieb. Damit war die Steiermark weiterhin hinter Niederösterreich (2023: 797 Anlagen mit insgesamt 2081,7 MW) und dem Burgenland (2023: 461 Anlagen mit 1411,1 MW) auf Platz drei der gesamten Windenergienutzung in Österreich.

## Ausbau und Rahmenbedingungen der Windenergie in der Steiermark
Das realisierbare Potential beträgt insgesamt nur ein Viertel bis zur Hälfte des (viel kleineren) Burgenlandes und etwa ein Zehntel Niederösterreichs, je nach Szenario der Rentabilität nicht optimaler Standorte.
De facto liegen die günstigen Gebiete auf den Höhenlagen der alpinen Bergkämme beiderseits der Mur–Mürzfurche, die nur 10 % der Landesfläche darstellen, und über weite Bereiche bedeutende Umweltschutzgebiete darstellen, sodass insgesamt nur wenige ausbaufähige Gebiete verbleiben.
Besonderheiten in der Steiermark sind die durchwegs alpinen Höhenlagen der Standorte (in Niederösterreich und dem Burgenland werden primär die Ebenen ausgebaut, während in Oberösterreich Lagen über 1600 m prinzipiell Ausschlusszone sind). Bemerkenswert sind auch der hohe Anteil örtlicher Initiativen, sowie Österreichs erstes Windkraftwerk zur autarken Versorgung eines Schigebiets (Windpark Salzstiegl–Speikkogel) oder die Demonstrations- und Forschungsanlage Moschkogel.

### Entwicklungsprogramm für den Sachbereich Windenergie
Schon 2002 wurde im Auftrag des Landes Steiermark vom LandesEnergieVerein eine Ausweisung von Eignungsgebieten für Windenergienutzung vorgenommen.
Dabei wurden 28 Gebiete festgestellt, von denen bis Ende der 2000er Jahre ein Viertel erschlossen wurden.
Nach Schätzungen könnte die bis Ende der 2000er installierte Leistung verdoppelt bis verdreifacht werden.
2013 wurde von der Landesregierung ein Entwicklungsprogramm für den Sachbereich Windenergie (Sapro Windenergie) erlassen,
die im Sinne der Zielsetzungen der Energiestrategie Steiermark 2025 (2009) den „raumverträglichen Ausbau der Windenergie“ fördern soll, aber die „Ziele und Grundsätze des Natur- und Landschaftsschutzes, der Raumordnung und der Erhaltung unversehrter naturnaher Gebiete und Landschaften im Sinne der Alpenkonvention“ berücksichtigt.
Dabei wurden folgende Zonengruppen definiert:
- Vorrangzonen, in denen die Errichtung von Windkraftanlagen konzentriert werden soll: „Flächen mit guter Windeignung und guten infrastrukturellen Voraussetzungen (Zuwegung, Energieableitung etc.), in denen die Errichtung von Windkraftanlagen im größeren Umfang konzentriert werden soll.“ Größen von über 20 MW sind möglich.[15]
- Eignungszonen, welche die Vorrangzonen ergänzen: Sie sind in der Größenordnung so gewählt, dass „zumindest fünf Windenergieanlagen mit einer Nennleistung von insgesamt zumindest 10 MW errichtet werden können.“[15]
- Ausschlusszonen, in denen die Errichtung von Windkraftanlagen nicht zulässig ist. Die Ausschlusszonen entsprechen weitgehend den bedeutenden Umweltschutzgebieten.

Dadurch wurden überregional einheitliche Kriterien für Standorte geschaffen.

## Standorte

### Liste der Windkraftanlagen in der Steiermark
| Gem.–KG … Gemeinde und Katastralgemeinde, mit Koordinate A. … Einzelanlagen MW … Nennleistung der Einzelanlage in MW ges. … Nennleistung der Gesamtanlage in MW Err. … Errichtungsdatum | Type … Bautype H … Nabenhöhe in Meter ⌀ … Rotordurchmesser in Meter Betreiber … aktueller Betreiber (in Klammer: Inhaber, Projektentwickler u. ä.); hier auch weitere Anmerkungen VZ … Vorrangzone, EZ … Entwicklungszone lt. SaPro Windenergie 2013 |

Stand: 12/2024 plus Ergänzungen
| Name                                 | Baujahr                       | Gesamt- leistung (MW) | Anzahl | Typ (WKA)                                        | Ort                        | Bezirk | Koordinaten                  | Projektierer / Betreiber                 | Bemerkungen                                                               |
| ------------------------------------ | ----------------------------- | --------------------- | ------ | ------------------------------------------------ | -------------------------- | ------ | ---------------------------- | ---------------------------------------- | ------------------------------------------------------------------------- |
| Windpark Silbersberg                 | 2024                          | 13,8                  | 4      | Vestas V117-4.2MW                                | Trofaiach                  | LN     | 47° 28′ 14″ N, 15° 0′ 41″ O  | Grünstrom GmbH                           |                                                                           |
| Windpark Stanglalm                   | 2022                          | 29,7                  | 9      |                                                  | Stanz im Mürtal            | BM     | 47° 29′ 38″ N, 15° 32′ 13″ O | Windpark Stanglalm GmbH                  |                                                                           |
| Windpark Pretul I                    | 2017                          | 42                    | 14     | Enercon E-82                                     | Langenwang, Ratten         |        |                              | Bundesforste                             | Größtes der Steiermark, 49 Mio. € Investitionskosten                      |
| Windkraftanlagen Gaberl              | 2006                          | 1,6                   | 2      | Enercon E-48 (8×)                                | Kleinlobming               | MT     | 47° 5′ 52″ N, 14° 55′ 4″ O   | Bio Energie Köflach, Stadtwerke Köflach  |                                                                           |
| Windkraftanlage Plankogel            | 1999                          | 0,75                  | 1      | NEG Micon NM48/750 (1×)                          | Sankt Kathrein am Offenegg | WZ     | 47° 20′ 57″ N, 15° 55′ 0″ O  | ARGE Almwind                             |                                                                           |
| Windkraftanlage Präbichl             | 2001                          | 0,6                   | 1      | Enercon E-40/6.44                                | Eisenerz                   | LN     | 47° 31′ 26″ N, 14° 56′ 57″ O | Rudolf Schartner                         | abgebaut                                                                  |
| Windkraftanlagen Salzstiegl          | 2007 2011                     | 2,85                  | 2      | Leitwind LTW77 (1×) Leitwind LTW80 (1×)          | Kothgraben                 | MT     | 47° 3′ 23″ N, 14° 51′ 51″ O  | Friedrich Kaltenegger                    | Versorgung von Skigebiet                                                  |
| Windpark Freiländeralm               | 2014, vierte Anlage 2016 2025 | 68,4                  | 12     | Vestas V100-2.2MW (3×) Goldwind GW175-7.8MW (8×) | Klosterwinkel              | DL     | 46° 54′ 34″ N, 15° 3′ 19″ O  | Energie Steiermark                       | mit Bürgerbeteiligung zweite Phase in Bau in mehreren Bauabschnitten      |
| Windpark Hochpürschtling             | 2013                          | 18,45                 | 9      | REpower MM92                                     | Alpl                       | BM     | 47° 29′ 16″ N, 15° 34′ 44″ O | Windheimat                               |                                                                           |
| Windpark Moschkogel                  | 2006                          | 11,5                  | 5      | Enercon E-70                                     | Ganz                       | BM     | 47° 33′ 35″ N, 15° 44′ 44″ O | Viktor Kaplan Akademie                   | Forschungsanlage                                                          |
| Windpark Pongratzer Kogel/ Masenberg | 2013                          | 9,2                   | 4      | Enercon E-70 E4                                  | Vorau                      | HF     | 47° 21′ 2″ N, 15° 53′ 28″ O  | ECOwind (Windpark Pongratzer Kogel GmbH) |                                                                           |
| Windpark Steinriegel                 | 2005 2014                     | 38,3                  | 21     | Bonus B1300/62 (10×) Enercon E-70 (11×)          | Ratten                     | WZ     | 47° 32′ 3″ N, 15° 43′ 7″ O   | Wien Energie                             | 2014 + 25,3 MW                                                            |
| Tauernwindpark                       | 2002 2004 2013 2019           | 32,05                 | 14     | Vestas V112-3,3MW (9×) Enercon E-92 (1×)         | Oberzeiring                | MT     | 47° 16′ 9″ N, 14° 22′ 48″ O  | Tauernwind                               | 2002: 11 Vestas 2004: + 2 Vestas 2013: +1 Enercon 2019: Repowering –13 +9 |

Weitere Kleinanlagen:
- Gasen (Windrad am Höllhofer Eck), Gasen–Sonnleitberg ⊙; 1 ZEUS 17 kW ⌀ 12 m, err. November 1998, Rudolf Peßl/STEP GmbH – lokale Entwicklung der Technik, erstes modernes Windrad der Steiermark[19]

### Planungszonen Windenergie
Die sechs Vorrangzonen und neun Eignungszonen des Entwicklungsprogramm Windenergie sind:
| VZ … Vorrangzone, EZ … Eignungsszone lt. SaPro Windenergie 2019 Gebiet … Gebiet/Gebirgszug Gemeinde(n) … Standortgemeinden H. … Höhenbereich | Fl. … Fläche ca. in km² A. … installierte Einzelanlagen; geklammert: in Bau MW … installierte Gesamt-Nennleistung in MW; geklammert: in Bau seit … Gebiet erschlossen seit |

Stand: 10/2013
|    | Zone                | Gebiet            | Gemeinde(n)                                                              | H.        | Fl. in km² | Anzahl der Anlagen | MW    | seit      |
| -- | ------------------- | ----------------- | ------------------------------------------------------------------------ | --------- | ---------- | ------------------ | ----- | --------- |
| VZ | Steinriegel         | Fischbacher Alpen | Ratten, Langenwang ⊙                                                     | 1400–1580 | 2,5        | 10                 | 13,0  | Okt. 2005 |
| VZ | Pretul              | Fischbacher Alpen | Langenwang, Mürzzuschlag, Rettenegg, Ratten ⊙                            | 1510–1660 | 1,9        | 26                 | 49,8  | 2005      |
| VZ | Oberzeiring         | Wölzer Tauern     | Oberzeiring, Pusterwald, Oberwölz ⊙                                      | 1700–1920 | 1,5        | 14                 | 25,0  | Dez. 2002 |
| VZ | Hochpürschtling     | Fischbacher Alpen | Kindberg, Krieglach, Sankt Barbara im Mürztal, Stanz im Mürztal ⊙        | 1250–1500 | 4,5        | 9                  | 18,5  | Okt. 2013 |
| VZ | Handalm             | Koralpe           | Deutschlandsberg, Schwanberg ⊙                                           | 1650–1850 | 3 0        | −                  | 36    |           |
| VZ | Gaberl              | Stubalpe          | Weißkirchen in Steiermark, Lobmingtal, Maria Lankowitz, Hirschegg-Pack ⊙ | 1400–1700 | 8,2        | 2                  | 1,2   | 2006      |
| VZ | Rosskogel           | Mürzsteger Alpen  | Neuberg an der Mürz, Krieglach, Langenwang, ⊙                            | 1300–1480 |            | −                  | −     |           |
| VZ | Fürstkogel          | Fischbacher Alpen | Stanz im Mürztal, Fischbach ⊙                                            | 1220–1420 | 1,0        | 5                  | 17,75 |           |
| VZ | Freiländer Alm      | Koralpe           | Hirschegg-Pack, Edelschrott, Deutschlandsberg ⊙                          | 1380–1550 | 4 0        | 3                  | 6,0   | Okt. 2014 |
| VZ | Soboth              | Koralpe           | Eibiswald                                                                | 1230–1490 | 5,22       |                    |       |           |
| VZ | Kletschachkogel     | Hochschwabgruppe  | Proleb, St. Kathrein an der Laming                                       | 1340–1460 | 1,02       |                    |       |           |
| VZ | Gruberkogel         | Wechsel           | Rettenegg                                                                | 1325–1467 | 1,74       |                    |       |           |
| VZ | Permannsegger Kogel | Fischbacher Alpen | Stanz im Mürztal                                                         | 1160–1310 | 3,58       |                    |       |           |
| VZ | Bocksruck-Habring   | Wölzer Tauern     | Unzmarkt-Frauenburg, Pölstal                                             | 1440–1640 | 2,30       |                    |       |           |
| EZ | Herrenstein         | Wechsel           | Rettenegg ⊙                                                              | 1340–1445 | 0,9        | 6−                 | 19,95 |           |
| EZ | Pongratzer Kogel    | Joglland          | Grafendorf bei Hartberg, Vorau ⊙                                         | 1200–1250 | 0,3        | 4                  | 9,2   | Sep. 2013 |
| EZ | Präbichl            | Hochschwabgruppe  | Eisenerz ⊙                                                               | 1260–1600 | 0,2        | 1                  | 0,6   | Jan. 2001 |

### Geplante und verworfene Standorte
- Ochsenkogel, Leoben–Schladnitzgraben; 7 Vestas V90(?) 2,00 MW, genehmigt um 2005 – aus wirtschaftlichen Gründen vom Betreiber nicht weiterverfolgt[21]